# Win 't & In 't
Win 't & In 't was een quiz gepresenteerd op RTL 4 en werd gepresenteerd door Carlo Boszhard. In deze televisiequiz gaan vijf kandidaten de strijd met elkaar aan om een van hun dromen te kunnen vervullen.
De quiz was een Nederlandse variant van de Engelse quiz In it to win it.

## Spelverloop
Tijdens elke ronde wordt er geloot. De kandidaat die wordt uitgekozen mag spelen tot hij een fout maakt en in de gevarenzone komt. Hierdoor komt er een nieuwe speler bij, in de gevarenzone wordt er opnieuw aan de kandidaat een vraag gesteld. Zodra de kandidaat het goed heeft mag hij opnieuw verder spelen, zo niet moet hij opnieuw kans maken om terug in het spel te komen.
Het spel gaat net zo lang door totdat een persoon over blijft die nog niet meespeelt, deze persoon verlaat het spel. Dit wordt een aantal ronden lang gedaan totdat er één persoon overblijft, die daarmee het spel wint.